# Halichoeres hortulanus
Halichoeres hortulanus — вид риб родини Labridae.

## Назва
В англійській мові має назву «шахово-дошковий губан» (англ. Checkerboard wrasse). 

## Опис
Риба до 27 см завдовжки з шаховим візерунком на тілі. Самка зеленіша і має жовту пляму на спині. Семець захищає велику територію. Мальки відрізняються по забарвленню від дорослих особин. Харчуються безхребетними.

## Поширення та середовище існування
Живе у чистих затоках та на рифах на глибині від 1 до 30 м. Часто зустрічається над піском чи камінням. Від Червоного моря на заході до Французької Полінезії на сході, Південної Африки і Південно-Східної Австралії на півдні та Південної Японії на півночі.

## Галерея

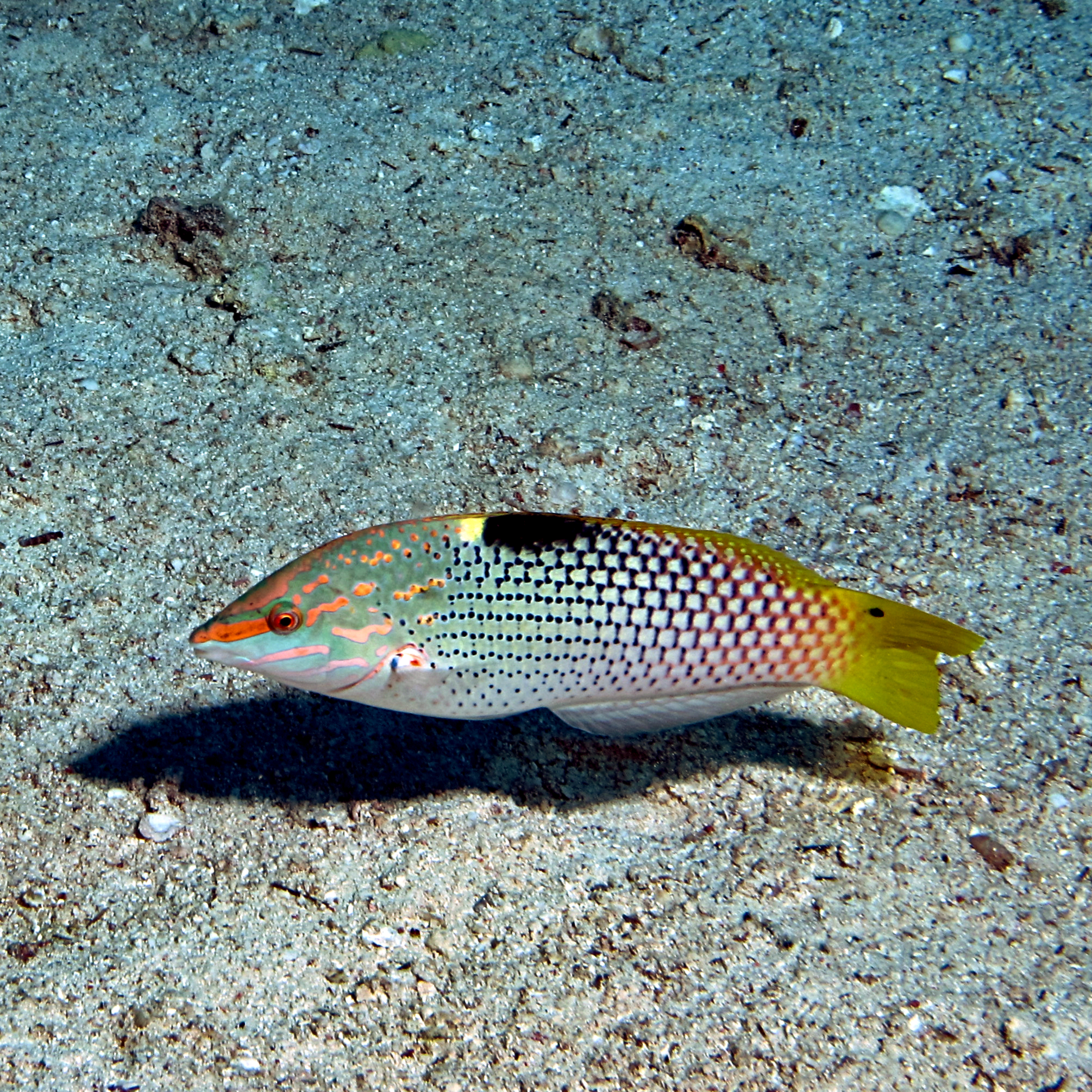
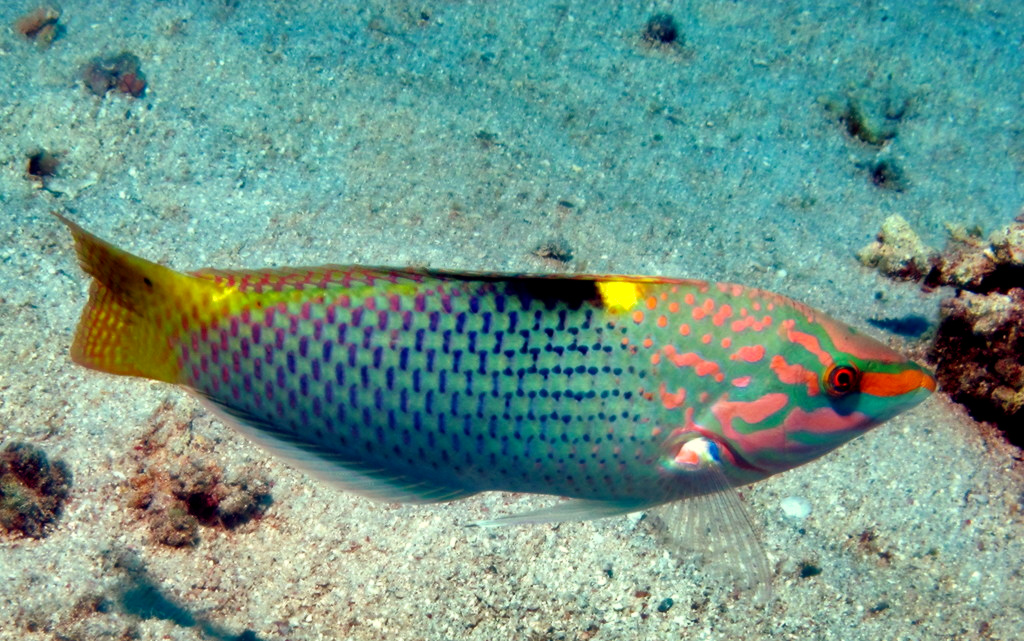
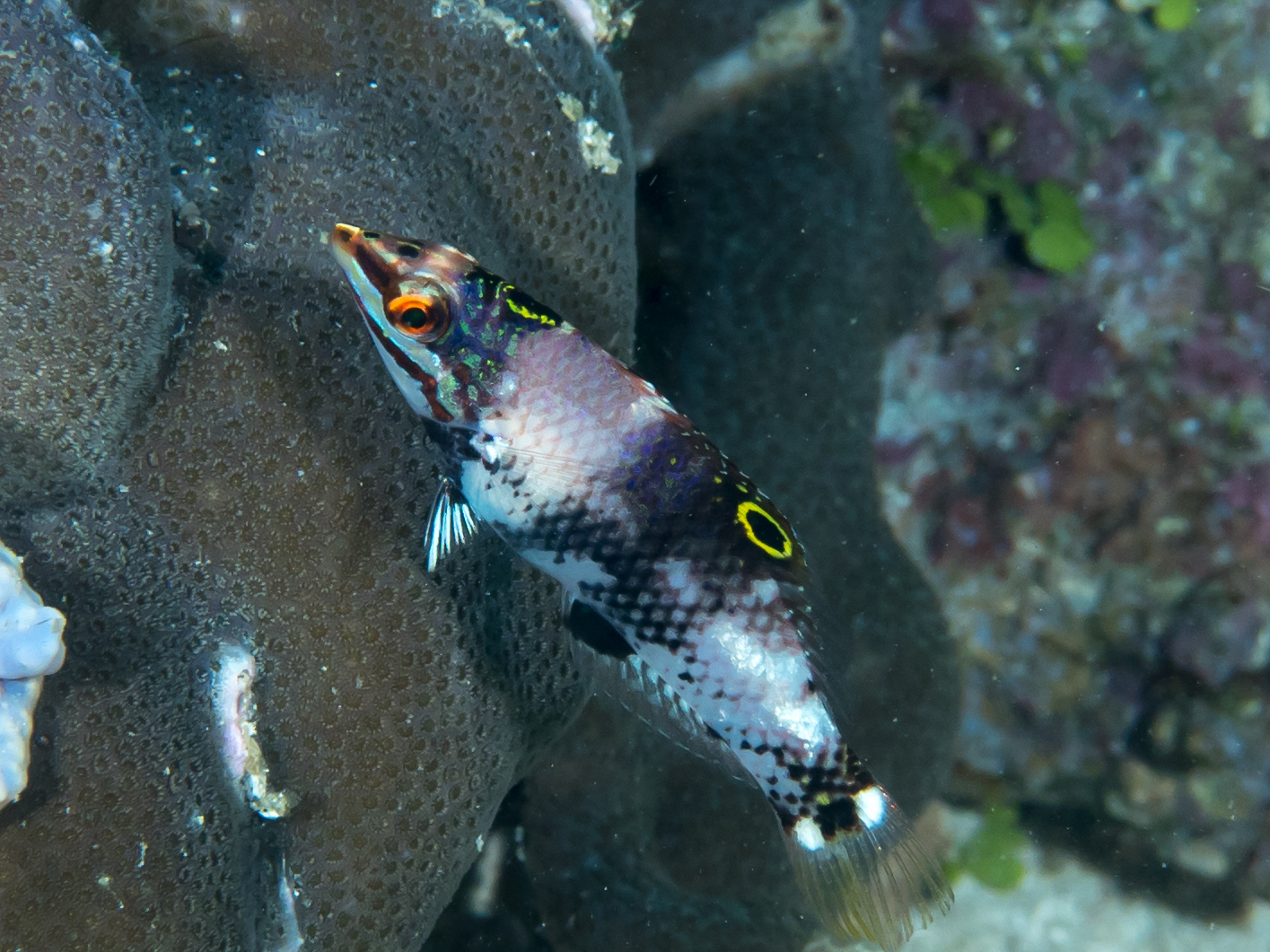
Мальок